# Dysnomia

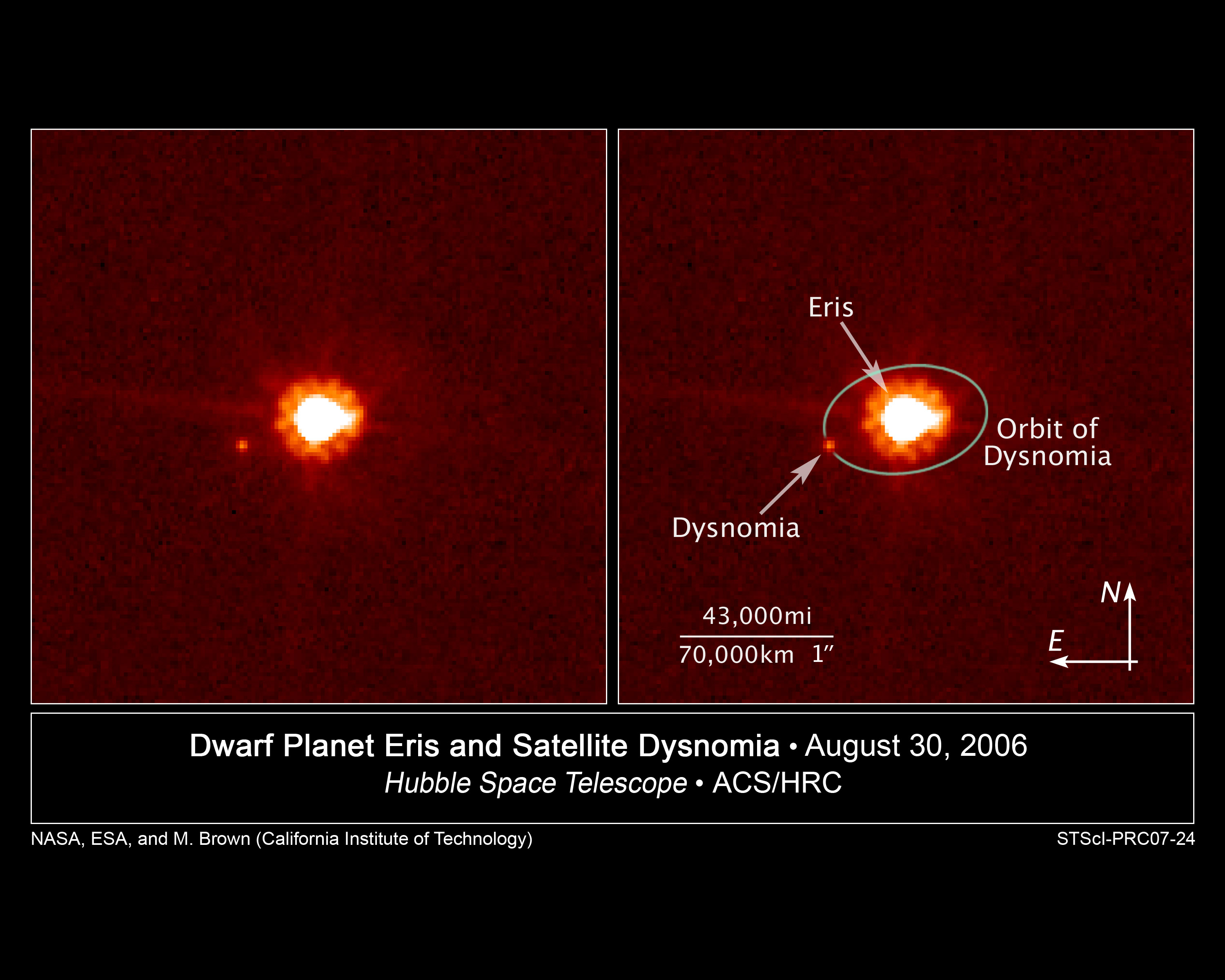
A Hubble űrtávcső képe az Eriszről, balra lefelé látható a Dysnomia

A Dysnomia az Eris törpebolygó egyetlen holdja, átmérője 250 km, 2004-ben fedezte föl M. Brown kutatócsoportja. Hatvanszor halványabb az Erisnél. Felfedezése – a törpebolygótól való távolság ismeretében – hozzájárult az Eris tömegének meghatározásához.

## Fizikai tulajdonságai
(ismeretlenek)

## Neve
Nevét Düsznomiáról, Erisz istennő leányáról kapta, aki a törvénysértés és a törvénytelenség istennője.